# はじまり (合唱曲)
『はじまり』は、工藤直子の作詞、木下牧子の作曲による合唱曲。工藤の詩集『てつがくのライオン』に収められている「たくさんの心」の詩の一つ「はじまり」に木下が曲をつけたものである。
主に合唱コンクールなどで歌われることが多い。